# 罗宾·格里高利
罗宾·马歇尔·格里高利（英語：Robin Marshall Gregory，1936年—2004年）美国音频工程师。他曾2次提名奥斯卡最佳音响效果奖。

## 部分影视作品
- 深深深（英语：The Deep (1977 film)） (1977)[1]
- 九霄云外（英语：Outland (film)） (1981)[2]